# Carlos Martins
Carlos Jorge Neto Martins (* 29. April 1982 in Oliveira do Hospital) ist ein ehemaliger portugiesischer Fußballspieler.
Er spielte im offensiven Mittelfeld und stammte aus der Jugend von Sporting Lissabon.

## Karriere
Carlos Martins wurde 2006 in den Kader der portugiesischen Fußballnationalmannschaft berufen. 2008 wechselte er zu Sportings Erzrivalen Benfica.
Zur Saison 2011/12 wurde er für ein Jahr an den FC Granada ausgeliehen.

## Erfolge

### In Vereinen
- Sporting Lissabon
  - Portugiesischer Supercup: 2003
  - Portugiesischer Pokal: 2007
- Benfica Lissabon
  - Portugiesische Meisterschaft: 2010
  - Taça da Liga: 2009, 2010, 2011

## Trivia
- Carlos Martins ist er der ältere Bruder von João Martins, der in der portugiesischen II Divisão für CD Mafra unter Vertrag steht.[1]